# 移動変電所
移動変電所（いどうへんでんしょ）とは、変電所の一種で、事故や工事などで常設変電所の機能が停止する場合や、一時的に電力需要が増加する場合に用いられる、可搬式の変電設備である。

## 概要
常設の変電設備と同等の開閉器、変圧器、それに整流器などをコンパクトにまとめて移動可能としたものである。
一般的には、複数の貨物自動車や鉄道車両などに高圧機器と低圧機器を分けて搭載する車載形や、
それらの機器を複数のコンテナなどに格納した可搬ユニット形といった形態で利用される。
移動変電所の主な使用形態は以下の通り。
- 常設変電所の停止時の機能代行
- 特定電力供給先の一時的な需要増への対応

前者は、常設変電所に予備系統が存在しない、あるいは予備があっても主系統の機能を完全に補完するだけの容量が確保されていない状況で、なおかつ主系統が故障した場合や、主系統の機器について大規模な更新・交換・補修を実施する場合などで、主系統の機器を停止している期間中の機能代行のために使用される。
この種の運用形態の場合は、常設変電所と同等の変電能力が必要となるため、大型の変電設備が要求される。
後者は、例えばイベントなどで臨時に大電力を必要とする機材が設営されるケースや、通常は必要ないが特定の期間にだけ電力需要が急増することが判明しているケースなどで、常設の変電系統では給電能力が不足を来す場合に用いられる。
このため短期間での移動・設置・撤収が求められるケースが多く、コンパクトな車両積載形や小型の可搬ユニット形が一般に用いられる。

## 実用例
日本では、変電設備の停止による電力供給の中断が社会に大きな影響を及ぼす危険のある、電気鉄道向け変電所の機能代行や、き電区間の分割による機能補完などに用いられるケースが多い。
特に、旅客数が急増した高度経済成長期には、以下のように鉄道車両に変電設備を車載した移動変電所が国鉄や複数の大手私鉄で用いられた。
同様の事情で、電力会社各社においても、変電所メンテナンス時や災害時の機能代行、あるいはイベント対応用としてトラック車載あるいはトレーラー型の移動変電設備を保有している。
また、短期間で設置・稼働開始できるメリットを買って、イラクのように戦争で電力インフラが荒廃した国家への戦後復興支援として移動変電所が供与される例も存在する。

### 日本国有鉄道
戦時中の鉄道省時代に空襲や艦砲射撃などによる変電所破壊に備え、変電設備を1両の2軸ボギー貨車にまとめて車載した移動変電車が計画された。
だが、資材難もあって戦時中には製造には至らず、第二次世界大戦後、車籍のない機械扱いで戦前から戦時中にかけて戦車などの輸送用に製造されたチキ1500形の台枠上に各種機器を搭載する形で完成した。
もっともその稼働にあたって常設変電所の近辺に送受電設備と専用の側線をセットで用意する必要があり、電化区間が広範、かつ変電所数も多く、その立地も様々な国鉄では鉄道車両形態では運用上大きな制約となることが指摘された。このため、トレーラートラックに各機器を分散搭載する形態の付随車形移動変電所や、ユニット形の可搬形変電所に移行している。
- 付随車形移動変電所
  - 開閉器車（全長7,235mm 重量8.98t 2軸）・変圧器車（全長8,919mm 重量27.8t 3軸）・整流器車（全長8,719mm 重量17.6t 3軸）の3両のトレーラーで構成され、整流器車はイグナイトロン整流器により1,500V 2,000A 3,000kWの変電能力を備える。計画当時の運用実績や技術の制約から、機器構成上最も故障の多い整流器車を多く保有することで稼働率を上げられる点が一体型の貨車積載移動変電所に対するメリットとして指摘されていた[4]。

- 可搬形変電所
  - 常設変電所に用いているのと同等の水銀整流器や制御装置などをモジュール化して可搬形としたもの。高さ4m、幅5m、奥行き3mの専用箱を用意し、屋内設置が可能な場合はそのまま、屋外設置の必要がある際にはこの専用箱に格納するかトラックの荷台に分散車載の上で輸送・設置して運用する。貨車積載形や付随車形と比較して、常時の取り扱いや価格、それに維持費の点ではこの方式が最も実用的であると評価されていた[5]。

### 南海電気鉄道
列車の長大編成化や増発で変電所の増強が相次いでいた1950年代中盤と、昇圧工事に伴う変電所の機器更新中の機能代行に必要となった1960年代中盤に、移動変電所各1セット合計2セットが順次製造・運用された。
- MS1501・1502
  - 1954年（昭和29年）に三菱電機伊丹製作所で製造された。いずれも台車としてサハ3801形（初代：元阪和電気鉄道クタ800形）に由来するTR14を装着する2軸ボギー車である。開閉器・変圧器などの高圧交流機器を搭載する無蓋車のMS1501と、整流器やき電設備を搭載する有蓋車のMS1502よりなり、水銀整流器による600V 2,500A 1,500kWの変電能力を備え、形式称号はこれに由来する。当初は機器操作係員が常時MS1502に乗務して操作を行っていたが、機器室内は高温となるため、後に緩急車のワブ501形522を連結、係員詰所として使用した。南海本線と高野線の昇圧工事が完了した後の1974年（昭和49年）9月28日付けで除籍・解体された。

- MS3001・3002
  - 1968年（昭和38年）に変電所の昇圧対応工事に伴う機能代行用として帝國車輛工業（車体）と三菱電機伊丹製作所（変電機器）のコンビにより製造された。MS1501・1502と同様、開閉器・変圧器などの高圧交流機器を搭載する無蓋車のMS3001と、整流器やき電設備を搭載する有蓋車のMS3002よりなる。ただし2両共に2軸ボギー車であったMS1505・1502とは異なり、MS3001は2軸ボギー台車（国鉄TR41形相当）を装着するものの、MS3002についてはコンパクトなシリコン整流器の実用化で小型軽量化が実現し、二軸車となっている。変電能力は600V 4,000A 2,400kWあるいは1,500V 2,000A 3,000kWで、目前に迫った昇圧工事を睨んで複電圧対応となっている。南海本線・高野線の昇圧後も長く堺東にて使用され、1984年（昭和59年）には除籍されたが常設変電所扱いとなった。この際、車両の形態は保たれたものの設置された側線は本線から完全に切り離された。シリコン整流器搭載で保守が容易であったためか、この種の移動変電所としては最も遅くまで使用されたが、老朽化により1992年（平成4年）に運用を取り止め、解体された。

### 西武鉄道
輸送力増強が求められていた1950年代後半に全機能を1両に搭載した移動変電所が製造された。
- サ1
  - 1957年（昭和32年）9月竣工として、西武鉄道所沢車輛工場（車体）および三菱電機（電気品）によって1両が製造された「サ」という電車の付随車としての称号を与えられているが、竣工図には「二軸ボギー特殊貨車」と記載されていた[7]。20m級で9,800mm長の機器室と、平床の区画とを併せ持つ車体に中古のTR11を台車として組み合わせ、平床区画に変圧器と高圧受電機器を、機器室にはイグナイトロン整流器を、それぞれ搭載する。変電能力は1,500V 2,000A 3,000kWである[8]。重い変圧器を搭載するため、車体中央部分で台枠中梁の背を高くした、魚腹台枠と呼ばれる構造を採用していたことが、残された写真で確認できる[9]。新造当初は需要に応じて武蔵藤沢、西所沢、富士見台、下落合、それに小平などを転々と移動したが、後年は小平常駐として運用された[10]。現在は、廃車されている（廃車日不明）。

### 京阪電気鉄道
開業以来老朽化が進んでいた東福寺変電所の機器更新中の代替を目的として移動変電所を1セット新造し、以後、京阪本線沿線に設置された各変電所の更新と正月大輸送時の電圧降下対策に昇圧工事完了まで有効活用された。
- 3201・3202→181・182
  - 1958年（昭和33年）8月9日竣工として日立製作所で製造された。いずれも京阪開業以来のJ.G.ブリル社製Brill 27E1 2軸ボギー台車を装着する12m級車で、M自動空気ブレーキを備える。エキサイトロン形6陽極6タンク方式単極水銀整流器[11]や配電盤などのき電設備を搭載する有蓋車の3201（自重16t、積載14t）と、開閉器・変圧器などの高圧交流機器を搭載する無蓋車の3202（自重14t、積載20t）よりなる[12]。変電能力は600V 2,500A 1,500kWである。新製当初は深草車庫に配置されて同車庫で東福寺変電所の更新工事完了までその機能を肩代わりし、工事完了後は守口車庫へ配置された。以後は各変電所の更新・増強工事に合わせ1300形2両に牽引されて出動、必要に応じて受送電設備、それに留置用側線が用意された中書島[注 1][13]・八幡町[注 2][13]・枚方市[注 3][13]の各駅へ随時移動した。有蓋車の車内には乗務員室が準備されているが、日立直接式簡易遠方制御と呼称する遠隔制御システムを備え、通常はこのシステムを用いた遠隔操作により無人で稼働した[14]。また、変電所の更新とは別に正月や初午の期間には増発などで電力消費が激増する石清水八幡宮最寄りの八幡町に設置されて同駅前後の区間での電圧降下を抑止、期間中の円滑な列車運行を支えた[注 4][15]。なお、京阪本線の6地上変電所を代行・補助対象として計画された車両であるが、本形式竣工の時点では京阪本線と線路がつながっていた京津線への入線も支障なく実施可能な車体設計となっている[16]。1971年の3000系新造に先立ち1970年に実施された、貨車の大改番で3201・3202→181・182へ改番されている[17]。1972年の守口車庫廃止後は寝屋川車庫へ配置され、末期は主に寝屋川車庫[18]あるいは中書島に留置されていた[19]が、最終的に京阪本線の架線電圧が1,500Vに昇圧されたことでその役割を終え、1983年（昭和58年）12月に廃車・解体された[20]。

### 小田急電鉄
6両編成化の急速な進展などで変電能力の不足が問題となりつつあった1950年代後半に、常設変電所の増強完成までのショートリリーフとして計画され、2400形HE車がデビューした1959年（昭和34年）に川崎車輌（車体）と三菱電機（変電機器）のコンビにより1セットが製造された。
常設変電所並の大容量機器を車載する必要と軸重の制約などから、変則的な3両編成とされており、車種構成は以下の通り。
- イヘ901（開閉器・変圧器車および整流器車）
  - 車体長14,000mmの有蓋車（整流器車）と車体長13,000mmの無蓋車（開閉器・変圧器車）の2車体よりなる連接車。無蓋車側車体は重い変圧器を支持するため、魚腹台枠を採用する。2車体を合わせた自重は65.3t。主変圧器は20kV 3,350kVAの送油風冷式、額縁鉄心型で陽極バランサ6個と相間リアクトルを内蔵し、整流器は1,500V 2,000A 3,000kWの液冷式イグナイトロン整流器を1台搭載する。台車は貨車用のTR41系台車[注 5][22]を装着する[23]。
- イヘ911（き電車）
  - 車体長12,000mmの2軸ボギー有蓋車で室内は機器室と乗務員室に分かれ[22]、高速度遮断器と直流断路器、直流避雷器をそれぞれ4基ずつ搭載するほか、機器操作係員のための寝台設備などを備える。自重30.5t。台車は三菱重工業MD5短腕軸梁式台車を使用[24]。この台車は流用品で、元々は1900形から1700形に転用され、更に1900形に戻された後、台車新製で余剰となり[25]、1959年に空気ばね台車のMD5Aに改造されて各種試験に供されていたものである。塗色はグレーの地色にオレンジと白の帯を配した[24]。

これらは開閉器・変圧器車、整流器車、き電車の順に編成され、当初は折り返し列車の多い向ヶ丘遊園の側線に常設された。その後は厚木に移動して使用されたが常設変電所の変電能力増強で使命を終え、1973年（昭和48年）に廃車された。